# Pseudenaria unguicularis
Pseudenaria unguicularis är en skalbaggsart som beskrevs av Moser 1919. Pseudenaria unguicularis ingår i släktet Pseudenaria och familjen Melolonthidae. Inga underarter finns listade i Catalogue of Life.